# Francesco Orlandi
Pour les articles homonymes, voir Orlandi.
À ne pas confondre avec le critique Francesco Orlando.
Francesco Orlandi, né à Bologne le 23 juin 1725 et mort après le 12 janvier 1804, est un architecte, peintre et scénographe italien, actif dans la seconde moitié du XVIIIe siècle à Bologne et dans le reste de l'Émilie-Romagne et de la Toscane.

## Biographie
Francesco Orlandi naît en 1725 de Stefano Orlandi (en), peintre académique. Selon Giampietro Zanotti, il aurait reçu ses premières leçons en art de son père à un très jeune âge et aurait fréquenté l'Accademia Clementina, où il était élève en architecture. À l'académie, il reçoit en 1740 le prix Marsili Aldrovandi de 2e classe pour un projet de porte de style dorique et reçoit l'année suivante le même prix en 1re classe avec un projet de style ionique. Il reçoit le prix Fiori en 1743 et en 1744 pour des projets dont on n'a pu retracer le contenu.
En 1751, il devient professeur d'architecture à l'académie, poste qu'il occupe en 1755, 1757, 1759, 1761, 1763 et en 1768. Il y est élu prince en 1784. Pendant sa carrière à l'académie, il est notamment membre de la commission chargée d'évaluer la construction d'un nouveau théâtre à Bologne en 1756. Il se spécialise dans la peinture architecturale et l'ornement, mais est aussi un scénographe. Il est passionné de musique et a appris à jouer du violon. 
On ne connait pas sa date ni son lieu de décès exacts, mais il figure sur la liste de membres non-présents à une session de l'académie du 12 janvier 1804.

## Œuvres
Francesco Orlandi a réalisé de nombreuses œuvres avec son père Stefano, mais peu subsistent aujourd'hui. On compte notamment la façade de San Donato de Bologne en 1751 et une série de peintures dans la galerie de statues du Palazzo Aldrovandi (en).